# Marinai, profeti e balene
| Recensione           | Giudizio |
| -------------------- | -------- |
| Rolling Stone Italia |          |

Marinai, profeti e balene è l'ottavo album in studio del cantautore italiano Vinicio Capossela, pubblicato il 26 aprile 2011.
Prima della sua uscita è stato pubblicato l'EP La nave sta arrivando, allegato a la Repubblica xL.

## Il disco
L'album, definito dallo stesso Capossela «un'opera "ciclopedica", una "Marina Commedia" fuori misura», è stato registrato tra Ischia, Creta, Berlino, Milano e Capodistria.
L'album viene certificato disco di platino per le oltre 60 000 copie vendute.
Il tour dedicato iniziò il 27 aprile dal Teatro Carlo Felice di Genova e terminò al Politeama Rossetti di Trieste il 22 dicembre 2011 per finire definitivamente il 26 maggio 2012 al Barbican Centre di Londra.

## Tracce
Il primo disco è stato definito dall'autore «oceanico e biblico» mentre il secondo «omerico e mediterraneo».

### Disco 1
1. Il grande Leviatano – 4:47
2. L'oceano oilalà – 3:08
3. Pryntyl – 4:40
4. Polpo d'amor – 3:43
5. Lord Jim – 4:34
6. La bianchezza della balena – 3:59
7. Billy Budd – 5:01
8. I fuochi fatui – 4:41
9. Job – 6:05
10. La lancia del Pelide – 4:31

### Disco 2
1. Goliath – 3:28
2. Vinocolo – 4:02
3. Le Pleiadi – 4:56
4. Aedo – 5:16
5. La Madonna delle conchiglie – 4:11
6. Calipso – 5:02
7. Dimmi Tiresia – 4:46
8. Nostos – 3:37
9. Le sirene + Ghost Track – 21:07

### Singoli estratti
1. Pryntyl - 4:40

## Ispirazioni e riferimenti letterari delle tracce
Disco 1
- "Il Grande Leviatano" è ispirato ad una canzone di Melville che appare sul suo famoso romanzo Moby Dick, nei primi capitoli della storia. A sua volta è ispirata al libro di Giona (2, 1-11[8]). Il testo della canzone di Capossela riprende con pochissime varianti la traduzione che ne fece Cesare Pavese.
- "L'Oceano Oilalà" è ispirata alla canzone che il secondo ufficiale Stubb canta all'inizio di una tempesta, nel finale.
- "Pryntyl" è ispirato al libro Scandalo negli abissi, di Louis-Ferdinand Céline.
- "Polpo d'amor" è un brano scritto sulla musica di "El Pulpo" di Joey Burns dei Calexico.
- "Lord Jim" è ispirato all'omonimo romanzo dell'autore Joseph Conrad.
- "La bianchezza della balena" è ispirato all'omonimo capitolo 42 del libro Moby Dick.
- "Billy Budd" è ispirato alla ballata "Billy coi braccialetti" (Billy in the darbies), anonima, che appare in alcune edizioni del libro Billy Budd di H. Melville.
- "I fuochi fatui" sono le principali frasi, lievemente modificate, dei capitoli di Moby Dick dal 119 all'Epilogo.

Mancano alcuni dialoghi tra i marinai e gli ufficiali, la battuta del rum del ramponiere Tasthego, gli incontri con altre navi e i monologhi di Achab.
- "Job" è ispirato al libro di Giobbe, precisamente ai versetti 1,1-22[9],2,1-13[10],3,1-26[11].
- "La lancia del Pelide" è ispirata ai primi 6 endecasillabi del Canto XXXI dell'Inferno di Dante Alighieri.

Disco 2
- "Goliath" fa riferimento alla storia di una carcassa di balena norvegese imbalsamata di nome Goliath che veniva portata in giro con un semirimorchio.
- "Vinocolo" è ispirata all'episodio omerico tratto dall'Odissea, libro IX, in cui Ulisse, per fuggire dalla spelonca del gigante monocolo Polifemo, lo ubriaca con del vino donatogli da Marone per poi accecarlo con un palo d'ulivo arroventato.
- "Le Pleiadi" è un brano che mescola la storia di Penelope, moglie di Ulisse che lo attende ad Itaca tessendo e disfacendo la sua tela, e la potenza evocativa, sotto forma di guida per i naviganti, della costellazione delle Pleiadi. Il  brano, come testimoniano il titolo e i primi versi,è ispirato al frammento 168b Voigt di Saffo,nel quale la poetessa racconta che, tramontate le Pleiadi, dorme sola, in preda ad uno stato d'animo indeterminato tra attesa e nostalgia.
- "Aedo" è un brano che descrive la figura dell'Aedo, cantore della Grecia antica.
- "La Madonna delle Conchiglie" è un brano ispirato alla storia di Santa Restituta d'Ischia, la cui statuetta è stata "restituita" dal mare.
- "Calipso" è ispirata al Libro V dell'Odissea, in cui Ulisse si trova sull'isola di Ogigia, prigioniero della Ninfa Calipso, che lo amò e lo trattenne sull'isola per 7 anni (secondo la versione di Omero).
- "Dimmi Tiresia" è un brano ispirato alla figura dell'indovino Tiresia, che troviamo nell'Odissea, Libro XI, dove, dopo aver bevuto il sangue nero portato da Ulisse, predice a quest'ultimo il futuro.
- "Nostos" è un brano che fa riferimento ai Nostoi, poemi greci del ciclo epico che descrivevano il ritorno dei greci in patria dopo la distruzione di Troia, con particolare riferimento al Canto di Ulisse dantesco (Inferno - Canto ventiseiesimo), specificamente ai versi 94-125. "Nostos" è anche ispirato alla poesia "Itaca" di Costantino Kavafis, da cui riprende diverse citazioni.
- "Le Sirene" è un brano ispirato alla figura mitologica della Sirena, qui descritta con toni quasi visionari.

## Formazione
Disco 1
Il grande Leviatano
- Vinicio Capossela - voce, ondioline
- Coro degli Apocrifi - voci
- Giuseppe Ettorre - contrabbasso
- Stefano Nanni - organo, armonium, pianoforte
- Mirco Mariani: leviatano, campionatore, ondioline
- Taketo Gohara - ondioline
- Francesco Arcuri - sega, autoharp
- Alessandro Stefana - vox continental
- Vincenzo Vasi - tubular bells, Nord Micro modular

L'oceano oilalà
- Vinicio Capossela - voce
- Giuseppe Cacciola - marimba, teste di moro, piatti
- Coro degli Apocrifi - voci
- Giuseppe Ettorre - contrabbasso
- Mario Arcari - flauti dolci piccoli
- Stefano Nanni - pianoforte
- Myriam Essayas - bodhràn, tamburello
- Stephane Lavis - tin whistle
- Guillaume Souweine - violino
- Caroline Tallone - ghironda
- Taketo Gohara - tamburello, fischio
- Vincenzo Vasi - coro, percussioni digitali
- Drunk Sailors Choir - coro

Pryntyl
- Vinicio Capossela - voce, pianoforte
- Antonio Marangolo - arrangiamento, sassofoni, washboard, marimba, glockenspiel, vibrafono, xilofoni
- Jimmy Villotti - chitarra
- Ares Tavolazzi - contrabbasso
- Vincenzo Vasi - coro, Nettuno, tubo, lumachine di mare, giocattoli elettronici e meccanici, fischietti, flauti, kazoo, carillon, samples, Theremin
- Luisa Prandina - arpa
- Nadia Ratsmandresy - ondes Martenot
- Alessandro Stefana - banjo
- Francesco Arcuri - campanelli, toy piano, sega
- Sorelle Marinetti - coro

Polpo d'amor
- Vinicio Capossela - voce, Farfisa, mellotron
- Jimmy Villotti - chitarra con tremolo
- Giuseppe Cacciola - timpano, vaso, pentolina, acqua, marimba
- Ares Tavolazzi - contrabbasso
- Enrico Gabrielli - clarinetto basso, sax tenore
- Vincenzo Vasi - Theremin, shaker
- Alessandro Stefana - chitarra elettrica

Lord Jim
- Vinicio Capossela - voce, pianoforte
- Francesco Arcuri - gamelan, steel drum
- Greg Cohen - contrabbasso
- Giuseppe Cacciola - tamburo, boobam, xilofono, marimba
- Coro degli Apocrifi - voci
- Mauro Ottolini - trombone, tromba bassa in Bb
- Taketo Gohara - kalimba bassa, gong delle nuvole
- Vincenzo Vasi - Gu Zheng, Tres, fischi, xilofono, marimba, Theremin, tampura

La bianchezza della balena
- Vinicio Capossela - voce, pianoforte
- Coro voci bianche "Mitici Angioletti" diretto da Mariafrancesca Polli
- Giuseppe Cacciola - kalimba, piatti
- Quartetto Edodea - archi
- Alessio Pisani - fagotto, controfagotto
- Mauro Ottolini - trombone
- Giuseppe Ettorre - contrabbasso
- Mario Arcari - flautofono
- Vincenzo Vasi - glockenspiel, balena (effetto sonoro)
- Stefano Nanni - celesta
- Alessandro Stefana - chitarra elettrica

### Billy Budd
- Vinicio Capossela - voce, chitarra Stella
- Zeno De Rossi - timpano, catene
- Marc Ribot - chitarre, banjo, mandolino
- Greg Cohen - contrabbasso
- Myriam Essayas, Stephane Lavis, Guillaume Souweine, Mirco Mariani, Marco Castellani, Vincenzo Vasi - catene
- Drunk Sailors Choir - coro

### I fuochi fatui
- Vinicio Capossela - voce, pianoforte
- Daniel Melingo - voce di Ismaele
- Giuseppe Ettorre - contrabbasso
- Giuseppe Cacciola - timpani, tamtam, percussioni sinfoniche
- Francesco Arcuri - bicchieri
- Vincenzo Vasi - theremin, effetti sonori, coro
- CaboSanRoque - orquestra mecanica
- Roger Aixut e Laia Torrents - delfin-banera
- Stefano Nanni - piano preparato, armonio
- Alessandro Stefana - chitarra
- Luisa Prandina - arpa
- Coro egli Apocrifi - voci

### Job
- Vinicio Capossela - voce
- Psarantonis - lyra cretese
- Ares Tavolazzi - contrabbasso
- Zeno De Rossi - batteria
- Niki Xylouris - bendir
- Francesco Arcuri - steel drums
- Haralambos Xylouris - boulgari
- Yiorgis Xylouris - laouto, oud
- Alessandro Stefana - chitarra, divan sazi, banjo
- Nadia Ratsmandresy - ondes Martenot
- Vincenzo Vasi - cori, flauti

### La lancia del Pelide
- Vinicio Capossela - voce, pianoforte
- Psarantonis - lyra cretese, voce
- Danilo Rossi - viola d'amore barocca
- Giuseppe Cacciola - timpano, piatti, chimes
- Quartetto Edodea - archi
- Giuseppe Ettorre - contrabbasso
- Luisa Prandina - arpa
- Vincenzo Vasi - samples, QY10
- Taketo Gohara - santur
- Stefano Nanni - piano preparato
- Francesco Arcuri - marimbula, pentole

### Goliath
- Vinicio Capossela - voce
- Marco Gianotto - organo di Barberia
- CaboSanRoque - orquestra mecanica
- Roger Aixut e Laia Torrents - delfin-banera
- Alessio Pisani - fagotto, controfagotto
- Vincenzo Vasi - theremin
- Francesco Arcuri - metallofoni, sega
- Stefano Nanni - fischietto

### Vinocolo
- Vinicio Capossela - voce, chitarra
- Psarantonis - lyra cretese, voce, voce recitante
- Ares Tavolazzi - contrabbasso
- Taketo Gohara - tambourine, shaker, maracas
- Alessandro Stefana - chitarra, cubus outi, divano sazi, fiaboli
- Niki Xylouris - bendi, stamna, daouli, daoulaki
- Francesco Arcuri - campioni
- Mario Arcari - oboe d'amore, flauti dolci

### Le pleiadi
- Vinicio Capossela - voce, pianoforte
- Giuseppe Cacciola - marimba
- Quartetto Edodea - archi
- Luisa Prandina - arpa
- Mirco Mariani - effetti iceberg
- Taketo Gohara - gong delle nuvole
- Francesco Arcuri - chitarra con archetto
- Nadia Ratsmandresy - ondes Martenot
- Vincenzo Vasi - rumori

### Aedo
- Vinicio Capossela - voce, chitarra
- Psarantonis - lyra, voce
- Niki Xylouris - bendi
- Haralambos Xylouris - boulgari
- Yiorgis Xylouris - laouto
- Marco Arcari - flautofono
- Francesco Arcuri - santoor
- Vincenzo Vasi - voce

### La Madonna delle Conchiglie
- Vinicio Capossela - voce, clavicembalo
- Mauro Ottolini - conchiglie, flicorno tenore, susaphone
- Giuseppe Cacciola - piatti, chiuse, cimbalo, rullante, tamburo
- Alessio Pisani - fagotto
- Mario Arcari - flauto dolce, oboe, oboe d'amore
- Francesco Arcuri - bicchieri
- Vincenzo Vasi - glockenspiel
- Stefano Nanni - pianoforte

### Calipso
- Vinicio Capossela - voce, kalimba
- Mauro Refosco - arrangiamento ritmico, percussioni, udì, latta, vibrafono, marimba, glockenspiel, kalimba
- Greg Cohen - contrabbasso
- Vincenzo Vasi - theremin, teste di moro, triangolo, giocattoli
- Alessandro Stefana - chitarra wandré "Calipso"
- Stefano Nanni - kalimba bassa
- Luisa Prandina - arpa
- Mario Arcari - shanaij, oboe d'amore
- Francesco Arcuri - steel drums
- Actores Alidos (Valeria Pilia, Valeria Parisi, Manuela Sanna, Elisa Zedda, Barbara Zedda) - voci

### Dimmi Tiresia
- Vinicio Capossela - voce, chitarra
- Psarantonis - lyra cretese
- Francesco Arcuri - marimbula
- Greg Cohen - contrabbasso
- Niki Xylouris - contrabbasso
- Taketo Gohara - kashishi
- Haralambos Xylouris - boulgari
- Alessandro Stefana - chitarra, e-bow
- Yiorgis Xylouris - laouto

### Nostos
- Vinicio Capossela - voce, pianoforte
- Coro degli Apocrifi - voci
- Giuseppe Cacciola - timpani, piatti, chiuse, tamburello, vibrafono con arco, udì, vetrofono, piatti ad acqua, kalimba
- Antonio Visioli - violoncello
- Giuseppe Ettorre - contrabbasso
- Mario Arcari - flauti dolci piccoli, soprani, contralti
- Francesco Arcuri - campioni
- Mirco Mariani - celesta
- Stefano Nanni - toy piano, glockenspiel

### Le sirene
- Vinicio Capossela - voce, pianoforte
- Danilo Rossi - viola Maggini
- Giuseppe Ettorre - contrabbasso
- Nadia Ratsmandresy - ondes Martenot
- Francesco Arcuri - campioni
- Coro degli Apocrifi - voci

## Classifiche
| Classifica (2011) | Posizione massima |
| ----------------- | ----------------- |
| Italia            | 2                 |

### Classifiche di fine anno
| Classifica (2011) | Posizione |
| ----------------- | --------- |
| Italia            | 20        |